# Венелин
Венели́н (болг. Венелин) — село у Варненській області Болгарії. Входить до складу общини Долішній Чифлик.

## Населення
За даними перепису населення 2011 року у селі проживали 908 осіб.
Національний склад населення села:
| Національність   | Кількість осіб | Відсоток |
| ---------------- | -------------- | -------- |
| турки            | 357            | 58,6%    |
| болгари          | 236            | 38,8%    |
| цигани           | 10             | 1,6%     |
| Всього відповіли | 609            |          |

Розподіл населення за віком у 2011 році:
Динаміка населення: